# Sei giorni della canzone 1961
Questa pagina raccoglie i dati relativi all'edizione della Sei giorni della canzone del 1961.

## La manifestazione
Ogni serata vengono proposte 20 canzoni, ma soltanto 4 di queste accedono alla finalissima del 9 maggio; in neretto i finalisti.
Le canzoni sono giudicate da due giurie: la prima composta da 15 giornalisti musicali e la seconda da 30 spettatori estratti a sorte tra quelli presenti in sala.
In ogni serata sono presenti alcuni ospiti non in gara.

## I cantanti partecipanti
Sono evidenziati in neretto i finalisti
- - Prima serata - Giovedì 4 maggio - Presentano Lucio Flauto e Nives Zegna
  - Giorgia con Lady Peccato (testo di Luciano Beretta; musica di Massimo Tenzi) - Hollywood
  - Corrado Lojacono con Non so resisterti (testo di Nisa; musica di Corrado Lojacono) - La Voce del Padrone
  - Lia Scutari con Notte d'estate (testo di Screwball; musica di Gianni Fallabrino) - The Red Record
  - Dana Valery con Soltanto ieri (testo di Leo Chiosso; musica di Lelio Luttazzi) - Galleria del Corso
  - Rosanna Pignatelli con Non assomiglia a te
  - Lucia Fortini con M'hai svegliata - Black and White
  - Jean Belmonte con Unico bene (testo di Luciano Beretta; musica di Eligio La Valle) - Melodicon
  - Anita Vilar con Cha-ba-dà cha-ba-dì - Juke-Box
  - Jerry Puyell con Che belle pere - The Red Record
  - Loredana con Ghirigori - CGD
  - Nerio D'Este con L'amore, un'oasi
  - Rosella Risi con Cinque minuti - Carosello
  - Mario D'Alba con Coppia fissa - Italdisc
  - Ady Marzano con Modernissima - Emanuela Records
  - Guidone con Amo una bambina - Durium
  - Roby Castiglione con Un bicchiere di latte - MEC
  - Rossana con Corrida - Philips
  - Luciano Tajoli con O morettina mia (testo di Vito Pallavicini; musica di Carlo Alberto Rossi) - Juke-Box
  - Marisa Terzi con La pazza nel pozzo - Juke-Box
- Ospiti non in gara: Ernesto Bonino, Tony Renis, Tony Dallara, Marino Marini, Wilma De Angelis, Stella Dizzy, Cocky Mazzetti, Flo Sandon's

- - Seconda serata - Venerdì 5 maggio - Presenta Adriana Serra
  - Tony Renis con Dedica (testo di Giorgio Calabrese; musica di Tony Renis) - La Voce del Padrone
  - Henry Wright con Più mia (testo di Antonietta De Simone; musica di Gianfranco Monaldi) - Galleria del Corso
  - Sergio Franchi con Se due sguardi si incontrano (testo di Sergio Franchi; musica di Federico Bergamini) - Durium
  - Franco Clerici con Alla fine del tempo (testo e musica di Franco Clerici) - Carosello
  - Pino Martino con Ti decidi - Black and White
  - Elvia Dany con La via delle rondini - Emanuela Records
  - Vittoria Rafael con Strega - Cetra
  - Italo Lo Vetere con Timido - Fontana
  - Franca Aldrovandi con Alta marea - MEC
  - Tania Raggi con Siamo parte del cielo - Circus
  - Carla Riva con Ascolta - Phonocolor
  - Lidia Zani con Sul pavé - Telerecord
  - Pier Chini con Quelli che si divertono - Italdisc
  - Emy Orlando con Ho fretta - The Red Record
  - Stella Atlantic con Mi hai sparato al cuore - Carosello
  - Paula con La luna sul mar (testo di Nisa; musica di Egidio La Valle) - Meazzi
  - Lilly Catalano con La cicca americana - Juke-Box
  - Franco Duranti con Signorina balla - CGD
- Ospiti non in gara: Adriano Celentano, Achille Togliani, Joe Sentieri, Pino Donaggio, Helen Merrill, Silvia Guidi, Sergio Endrigo, Glauco Masetti

- - Terza serata - Sabato 6 maggio - Presenta Daniele Piombi
  - Fantanicchio con Le cose perdute (testo di Mimma Gaspari; musica di Augusto e Giordano Bruno Martelli) - Galleria del Corso
  - Miriam Del Mare con Sera sul mare (testo di Vito Pallavicini; musica di Silvano Birga) - Juke-Box
  - Sergio Endrigo con La brava gente (testo di Sergio Endrigo; musica di Flavio Carraresi) - Tavola Rotonda
  - Romano Sandri con Nostalgia (testo di Umberto Bertini; musica di Amedeo Olivares) - Telerecord
  - Nico Ventura con Concerto azzurro - Fontana
  - Raf Piccolo con Il gomitolo - Circus
  - Rudy Anselmo con Se il vento ti fa paura (testo e musica di Francesco Mastrominico) -
  - Guido De Sabre con Bianche nuvole - Hollywood
  - Nino Ginex con Stanotte siamo soli - Phonocolor
  - Romana Sandri con Nostalgia - Telerecord'
  - Le Comari con Katrine Yoice
  - Daina Mit con Qualcosa accadrà (testo di Rino Da Positano; musica di Gino Conte) - Vis Radio
  - Fausto Denis con Amarti così - The Red Record
  - Silvana Sevà con Un prato quadrato - La Voce del Padrone
  - Gene Colonnello con La pupa del Texas - Carosello
  - Nicky Davis con I cerchi sull'acqua - Bluebell
  - Sergio Dotti con Le fossette - Carisch
  - Jo Fedeli con Non devi piangere più - CGD
  - Angela con A cavallo del sole
  - Clem Sacco con Enea col neo - Durium
- Ospiti non in gara: Umberto Bindi, Gloria Christian, Giorgio Consolini, Quartetto Radar, Riccardo Rauchi, Renata Mauro, Peppino Principe, Riverside Jazz Band

- - Quarta serata - Domenica 7 maggio - Presenta Fulvia Colombo
  - Renata Mauro con Non piove sui baci (testo di Vito Pallavicini; musica di Pino Massara) - Italdisc
  - Federico Monti Arduini con Una nuvola d'occasione (testo e musica di Federico Monti Arduini) - Bluebell
  - Fausto Denis con Amarti così (testo di Fausto Denis; musica di Tony De Vita) - The Red Record
  - Lino Verde con Come una fiaba (testo di Rino Da Positano; musica di Peppino Principe) - Vis Radio
  - Paolo Bacilieri con Acqua e sapone - La Voce del Padrone
  - Gino Prandi con La gente ci guarda (testo di Mauro Coppo; musica di Gino Prandi) - Telerecord'
  - Henry Ferraris con Piove sulle mie mani - Emanuela Records
  - Sorelle Kim con Mama rock - Carosello
  - Gianni Neri con Fino all'ultimo respiro - CGD
  - Elsa Bertuzzi con La bella Angéle - MEC
  - Mara Del Rio con La pioggia ha la tua voce (testo di Ainzara Volante; musica di Francesco De Paola; edizioni musicali San Giusto) - Meazzi
  - Gianni Pucci con In mezzo agli angeli - Philips
  - Zoe Collins con Bacio cha cha cha (testo di Marcello Minerbi e Petaluma; musica di Franco Cerri e Augusto Martelli) - Galleria del Corso
  - Tanya con Hobby - The Red Record
  - Nani con So già tutto di te - Phonocolor
  - Marisa Rampin con L'8 volante - Durium
  - Anna Ranalli con Amore mio-mao - Circus
  - Rik Valente con Le tue bambole (testo di Pasquale Pigini; musica di Renato Angiolini)
  - Luigi Tenco con Una vita inutile - Dischi Ricordi
  - Franco Covello con Per sempre t'amerò (Juke-Box
  - Enrico Riccardi con Accordi sull'acqua
- Ospiti non in gara: Tonina Torrielli, Elio Mauro, i Brutos, Nuccia Bongiovanni, Edda Montanari, Bruno Pallesi, Piero Rolla, Gil Cuppini

- - Quinta serata - Lunedì 8 maggio - Presenta Corrado
  - Bruna Lelli con Un whisky e un blues (testo e musica di Buffa) - Cetra
  - Gian Costello con Un'anima tra le mani (testo di Claudio Celli; musica di Walter Baracchi e Gianluigi Guarnieri) - Pathé
  - Leda Devi con Lo sanno i platani (testo di Gian Carlo Testoni; musica di Gino Mescoli) - Phonocolor
  - Nilo Ossani con Un amore così (testo di Pinchi; musica di Pier Emilio Bassi) - Hollywood
  - Duo Jolly con Portami con te (testo e musica di Bonelli-Rex) - Black and White
  - Carmen Villani con Il campanello (testo di Nisa; musica di Gianfranco Intra) - Bluebell
  - Nirelle con Sera...notte...giorno (testo di Umberto Bertini; musica di Edilio Capotosti) - Galleria del Corso
  - Anita Sol con Dal cielo (testo di Umberto Bertini; musica di Enzo Di Paola e Sandro Taccani) - Melodicon
  - Franco Franchi con Un passo dietro l'altro (testo di Franco Franchi; musica di Carlo Donida) - The Red Record
  - Adriana Lima con L'autentico zigano (testo di Aldo Locatelli; musica di Piero Trombetta) - Durium
  - Daniela Dani con Mai ho avuto un bacio (testo di Aldo Locatelli; musica di Federico Bergamini) - Circus
  - Ricky Sanna con Vedi, vedi (quella stellina) (testo di Ricky Sanna e Gian Pieretti; musica di Ricky Sanna) - Tavola Rotonda
  - Aura D'Angelo con Non farmi mai del male - Carosello
  - Ivana Doria con Sera di festa
  - Ely Buffa con T.V. - Italdisc
  - Gina Armani con Il tuo profumo (testo di Marcello Zanfagna; musica di Lino Benedetto) - Vis Radio
  - Davide Serra con Non puoi andare in cielo (Juke-Box
  - Tony Fabris con L'ultimo rock
  - Luciana Salvatori con Buona sera mister Gershwin - MEC
  - Rocco Montana con Cannibale d'amore - CGD
- Ospiti non in gara: Nicola Arigliano, Gino Paoli, John Charles, Little Tony, Just Fontaine, Arturo Testa, Gino Corcelli, Gorni Kramer

- - Sesta serata - Martedì 9 maggio - Presenta Pippo Baudo
  - I classificata - Renata Mauro con Non piove sui baci - Italdisc
  - II classificata - Bruna Lelli con Un whisky e un blues - Cetra
  - III classificata - Sergio Endrigo con La brava gente - Dischi Ricordi
  - IV classificata - Giorgia con Lady Peccato - Hollywood